# 横岗街道

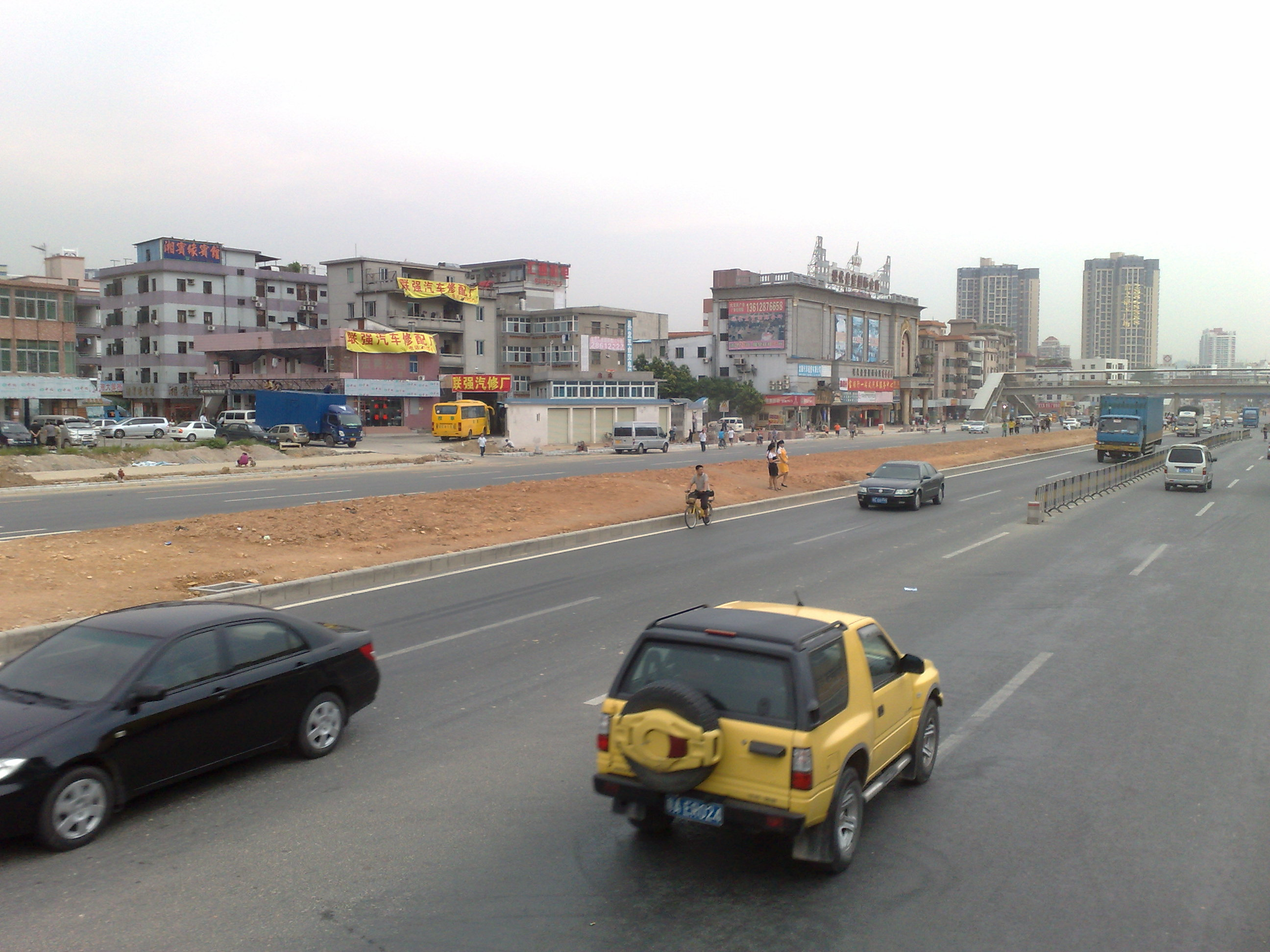
2011年时的橫崗街道

横岗街道是中国广东省深圳市龙岗区下辖的一个街道。於2004年由原來之橫崗鎮演變而來。2016年12月26日，原横岗街道一分为二，分置横岗和园山两个街道。

## 历史

### 地名起源
横岗街道源于旧时著名墟市横岗墟，横岗墟为荷坳陈氏与其他姓氏合伙所创，因其地势较高，山岗横卧于道，故名。嘉庆年间，有何氏维松、维柏兄弟在横岗墟创办茂盛商号，使得横岗墟繁荣一时。

### 区划沿革
清初时已有横岗围村，初期为新安县县丞属地。
民国时期，横岗镇为惠阳县一个乡。
1950年至1952年土地改革时，横岗为惠阳县第三区人民政府所在地，辖5个乡
1957年12月撤区并小乡为一个大乡，取名横岗乡。
1958年10月，与龙岗乡合并，成立龙岗人民公社，同年11月划人宝安县。
1959年并社时，龙岗人民公社撤销，分设横岗、龙岗、坪地三个公社。
1979年3月宝安县改为深圳市，横岗人民公社归龙岗管理区管辖。
1986年10月横岗人民公社改为横岗镇。
2004年，橫崗撤镇改为街道。
2016年12月26日，原横岗街道一分为二，分置横岗和园山两个街道。

## 地理
横岗街道位于龙岗区中部，辖区总面积23.1平方公里。常住人口26. 86万，户籍人口3.68万。

## 行政区划
下辖六约、横岗、四联、松柏、华侨新村、华乐、红棉、志盛、怡锦9个社区。

## 經濟
辖区有颇具规模的工业区10个，有各类企业2300多家。其中以眼鏡和玩具生產最為突出。2014年街道生產總值195.04亿元。

## 主要建筑
茂盛世居

## 交通
- 深圳地铁3号线
- 沈海高速公路
- 水官高速公路
- 龍崗大道
- 深圳地铁14号线